# Rudolf Weber-Fas

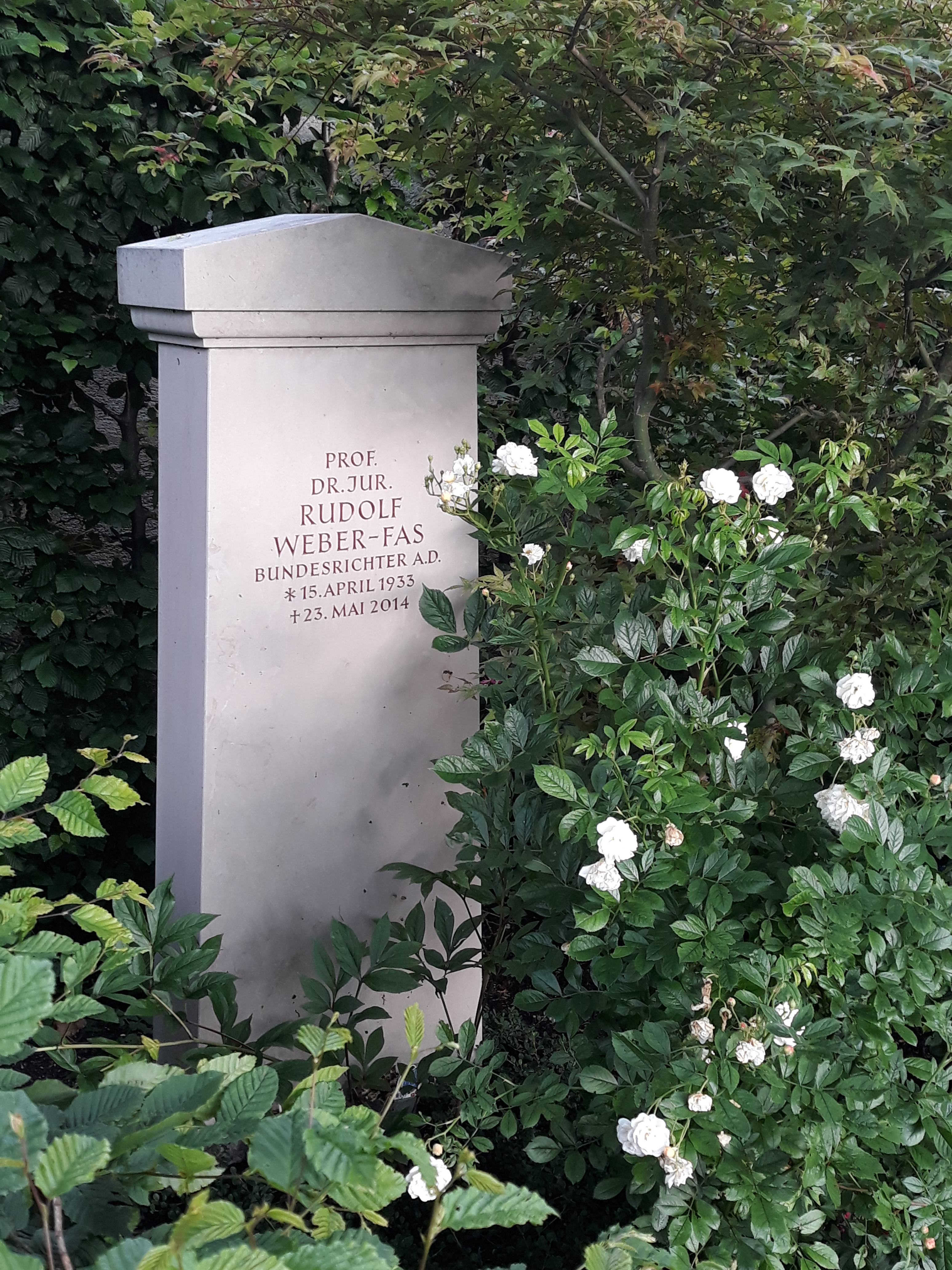
Das Grab von Rudolf Weber-Fas auf dem Nordfriedhof (München)

Rudolf Weber-Fas  (* 15. April 1933 in Trier; † 23. Mai 2014) war ein deutscher Rechtswissenschaftler. Er war Hochschullehrer und Bundesrichter.

## Leben
Weber-Fas besuchte das Humanistische Gymnasium Trier und studierte anschließend Rechts-, Staats- und Wirtschaftswissenschaften an den Universitäten Bonn, Köln, Hamburg, Berlin und Princeton. Seine Promotion zum Dr. jur. erfolgte 1956 an der Universität Bonn. Ab 1960 war Weber-Fas zunächst als Rechtsanwalt in Hamburg tätig, bevor er 1967 an der Harvard University den Grad eines LL.M. erlangte. Anschließend ging er in den Staatsdienst, wo er unter anderem Regierungsdirektor im Bundesfinanzministerium in Bonn war.
Von 1974 bis 1975 war Weber-Fas Richter am Bundesfinanzhof in München. 1975 nahm er einen Ruf als Ordinarius der Fakultät für Rechtswissenschaft der Universität Mannheim an, an der er bis zu seiner Emeritierung 1983 Inhaber des Lehrstuhls für Öffentliches Recht und Staatslehre sowie Deutsches und Internationales Steuerrecht war. 1979 war er Dekan der Fakultät für Rechtswissenschaft. Zudem war er Ehrenmitglied des Brasilianischen Steuerrechtsinstituts.

## Publikationen (Auswahl)
- Lexikon Politik und Recht: Geschichte und Gegenwart. UTB, Fink, Paderborn 2008. ISBN 978-3-8252-2978-8.
- Epochen deutscher Staatlichkeit: vom Reich der Franken bis zur Bundesrepublik. Kohlhammer, Stuttgart 2006. ISBN 3-17-019505-0.
- Der Verfassungsstaat des Grundgesetzes: Entstehung – Prinzipien – Gestalt. Mohr Siebeck, Tübingen 2002. ISBN 3-16-147758-8.
- Das kleine Staatslexikon: Politik, Geschichte, Diplomatie, Recht. Suhrkamp, Frankfurt am Main 2000. ISBN 3-518-39582-3.
- Über die Staatsgewalt: von Platons Idealstaat bis zur Europäischen Union. C.H. Beck, München 2000. ISBN 3-406-45795-9.
- Wörterbuch zum Grundgesetz. Klett-Cotta, Stuttgart 1993. ISBN 3-608-93054-X.
- Das Grundgesetz: Einführung in das Verfassungsrecht der Bundesrepublik Deutschland. Duncker und Humblot, Berlin 1983. ISBN 3-428-05344-3.
- Der Staat. Dokumente des Staatsdenkens von der Antike bis zur Gegenwart. Ein Lesebuch von Rudolf Weber-Fas., Verlag Günther Neske, Pfullingen 1977. (2 Bände) ISBN 3-7885-0074-3.